# Читтенден (Вермонт)
Читтенден (англ. Chittenden) — місто (англ. town) в США, в окрузі Ратленд штату Вермонт. Населення — 1237 осіб (2020).

## Демографія
Згідно з переписом 2010 року, у місті мешкало 1258 осіб у 499 домогосподарствах у складі 369 родин. Було 645 помешкань
Расовий склад населення:
| - 97,9 % — білих - 0,9 % — азіатів - 0,2 % — корінних американців - 0,1 % — чорних або афроамериканців |

До двох чи більше рас належало 0,6 %. Частка іспаномовних становила 1,7 % від усіх жителів.
За віковим діапазоном населення розподілялося таким чином: 23,4 % — особи молодші 18 років, 63,2 % — особи у віці 18—64 років, 13,4 % — особи у віці 65 років та старші. Медіана віку мешканця становила 45,4 року. На 100 осіб жіночої статі у місті припадало 104,9 чоловіків;  на 100 жінок у віці від 18 років та старших — 104,9 чоловіків також старших 18 років.
Середній дохід на одне домашнє господарство  становив 81 665 доларів США (медіана — 65 326), а середній дохід на одну сім'ю — 99 796 доларів (медіана — 86 016). Медіана доходів становила 46 667 доларів для чоловіків та 40 000 доларів для жінок. За межею бідності перебувало 7,5 % осіб, у тому числі 14,4 % дітей у віці до 18 років та 4,9 % осіб у віці 65 років та старших.
Цивільне працевлаштоване населення становило 605 осіб. Основні галузі зайнятості: освіта, охорона здоров'я та соціальна допомога — 26,1 %, будівництво — 13,4 %, роздрібна торгівля — 12,6 %, мистецтво, розваги та відпочинок — 11,9 %.